# Голубая земляная горлица
Голубая земляная горлица  (лат. Claravis pretiosa) — вид птиц семейства голубиных. Единственный представитель рода Claravis. Распространены в Северной, Южной и Центральной Америке.
Ранее в состав рода включали ещё два вида, позднее переведённые в новый род Paraclaravis:
- Paraclaravis godefrida — полосатокрылая земляная горлица
- Paraclaravis mondetoura — пурпурногрудая земляная горлица